# Motiejus Šumauskas
Motiejus Šumauskas (* 2. November 1905 in Kaunas; † 28. Mai 1982 in Vilnius) war ein sowjetlitauischer Politiker, Mitglied der Kommunistischen Partei Litauens (Lietuvos Komunistų Partija) und Vorsitzender des Ministerrates der Litauischen SSR.

## Leben
Bereits 1924 trat er der Kommunistischen Partei Litauens bei und stieg später zum Vorsitzenden des Kommunistischen Gewerkschaftsbundes auf. Am 14. Juli 1940 wurde er zum Abgeordneten der Volksversammlung (Liaudies Seimas) gewählt, die eine Woche später dem Beitritt Litauens zur Sowjetunion zustimmte. Später war er entgegen der Tradition, dass in den baltischen Staaten das Amt von einem entsandten Russen bekleidet wurde, nach den Machtkämpfen im Kreml nach dem Tode von Josef Stalin im März 1953 mit Unterstützung von Lawrenti Beria für ein Jahr Zweiter Sekretär der LKP. 1940 war er Stellvertreter des Arbeitsministers.
Am 16. Januar 1956 wurde er Nachfolger von Mečislovas Gedvilas als Vorsitzender des Ministerrates der Litauischen SSR. Dieses Amt bekleidete er bis zum 14. April 1967, als er als Nachfolger von Justas Paleckis Vorsitzender des Präsidiums des Obersten Sowjets der Litauischen SSR und damit de facto Parlamentspräsident wurde. Zugleich war er aufgrund dieses Amtes Stellvertretender Vorsitzender des Präsidiums des Obersten Sowjets der UdSSR. Am 24. Dezember 1975 wurde er in diesem Amt dann von Antanas Barkauskas abgelöst.